# Ommatius floridensis
Ommatius floridensis är en tvåvingeart som beskrevs av Bullington och Lavigne 1984. Ommatius floridensis ingår i släktet Ommatius och familjen rovflugor. Inga underarter finns listade i Catalogue of Life.